# Природність класифікації
Природність класифікації (англ. natural classification) — ступінь адекватності класифікації природних явищ. Полягає у зведенні до мінімуму внутрішньогрупової дисперсії по максимуму ознак і до найменших спотворень при проведенні кордонів між типами. Внаслідок низького рівня цілісності фітоценозу і явища фітоценотичного континууму природність класифікації заперечується, зокрема, Уїттекером (англ. Whittaker. Радянські дослідники (В. Д. Александрова, В. І. Василевич) і прихильники класифікації фітоценозів флористичної, навпаки, вважають побудову природної класифікації можливою, причому Браун-Бланке (фр. Braun-Blanquet) стверджує, що класифікації, які складаються його прихильниками, оперують лише «ядром» типів, які природні і не перекриваються, а периферичні частини скупчень є областю екотонів, які класифікувати недоцільно. Точка зору Уїттекера в цілому більше відповідає концепції континууму; природна класифікація — це межа, до якої фітоценолог може прагнути через ряд послідовних наближень. Ступінь близькості до природної класифікації залежить як від використаних принципів, методів та обсягу вихідної інформації, так і від типу рослинності, який визначає співвідношення безперервності і дискретності. Чим інформативніші класифікаційні критерії (наприклад, невелике число ознак, тісно скорелйованних з умовами середовища і великим числом інших видів-супутників), чим рясніша і репрезентативніша вибірка описів рослинності і чим вища дискретність, тим класифікація природніша. Природна класифікація не може бути досягнута шляхом безмежного збільшення числа класифікаційних критеріїв в силу занадто великої кількості ознак фітоценозу і екотопа, що його визначає. Зрештою проблема природної класифікації — це проблема вдосконалення принципів і методів відбору найбільш інформативних ознак. Багато в чому до поняття «природної класифікації» близьке поняттю, запропонованому В. І. Василевичем — «репрезентативність класифікації».